# Clérissy (famiglia)
Clérissy è una famiglia di ceramisti francesi, attiva sin dal Cinquecento.

## Storia e componenti
Le fonti storiche documentano che già nel Cinquecento si mise in evidenza un Clérissy (o Cléyssy) attivo ad Avon-sur-Seine, e dopo di lui si hanno molte notizie riguardanti Antoine I, artista di maiolica, morto a Moustier, nel 1679.
Alcuni figli di Antoine I, quali Joseph (1648-1684) e Anne I (morta nel 1711) trasferirono l'attività a Saint Jan-du-Désert, presso Marsiglia, invece il famoso Pierre I (1651-1728) diede alla fabbrica di Moustier quello stile artistico caratteristico e peculiare per cui il forno assunse un'importanza nazionale.
Figlio e collaboratore di Pierre I, Antoine II (1673-1743) guidò con molta capacità la fabbrica che con Pierre II (1704-1794) raggiunse il suo apice e una diffusa attività.
Pierre II, dopo aver condiviso con un socio la famosa fabbrica nel 1774, se ne disfece definitivamente nel 1783.
Il ramo dei Clérissy trasferitosi a Marsiglia, proseguì l'attività grazie ad una Anna II, nipote di Joseph, inoltre lontani parenti lavorarono a Varages e a Montpellier.

## Stile e caratteristiche
Le ceramiche realizzate a Moustier si caratterizzarono per il cosiddetto stile 'blu e bianco' (1680-1710), basato su fini decorazioni con maschere e temi floreali ispirati dalla ceramica cinese.
Nel XVIII secolo divenne dominante lo stile 'blu e bianco Bérain', dal nome dell'incisore, pittore e decoratore francese Jean Berain, dalle cui opere i ceramisti presero ispirazione per i loro motivi decorativi, caratterizzati da festoni, tenui motivi architettonici, che formavano una delicata trama, dove si inseriscono figure talvolta grottesche, busti classici oppure ritratti, vasi, uccelli, ecc.
Questo stile fu imitato non solamente in tutta la Francia, ma anche in Spagna e in Italia.